# Харченко, Артём Дмитриевич
Артём Дми́триевич Ха́рченко, также известный под псевдонимами R-Tem или Tyoma (род. 27 декабря 1983, Ростов-на-Дону) — российский музыкант, диджей, продюсер и композитор. Двукратный лауреат премии «Золотая Горгулья» (2010, 2016). Один из организаторов и автор гимна фестиваля Республика КаZантип.

## Биография
Родился 27 декабря 1983 года в Ростове-на-Дону в семье инженеров.
Начал музыкальную карьеру в 1998 году.
В 2003 году на лейбле TME вышел совместный альбом R-Tem и DJ Boyko - «The Album One». В 2005 году стал автором гимна фестиваля «Республика КаZантип 2005». В 2005 году Артём выпустил трек «M.S.F.G.», а позже открыл собственный лейбл Snoochi Boochi Records. В апреле 2006 года на российском лейбле Uplifto вышел дебютный альбом Артёма Voiceless, в который вошли 11 треков. В конце 2006 года он выпустил второй альбом — Maximuse. В конце 2007 года на лейбле «Правительство Звука» вышел третий альбом Cloud of Sound. На нём были представлены 10 новых треков и два ремикса на композиции «Green and Red» и «Cloud of Sound». В поддержку нового альбома Артём съездил в тур по городам России и ближнего зарубежья. В конце 2008 года лейбл Baroque Records выпустил четвёртый студийный альбом Артёма Touch, включающий в себя 10 новых треков. Заглавный трек «Touch» стал гимном «Республики Казантип». Также выступал на вручении премии «Russian Dance Music Awards» (2008) и фестивале SWMC (2012).
В 2008 году Артём создал сайд-проект Kooqla с участием вокалистки Натальи Жижченко (Tomato Jaws), а позже — Натальи Смириной (Pur:Pur). Коллектив выпустил два студийных альбома, множество синглов и ремиксов. Также музыканты активно занимались концертной деятельностью, выступали на главной арене фестиваля «Казантип» 2009 и 2010 годов, фестивалях «Усадьба Jazz» (2010), «Stereoleto» (2010), «Вдох» (2010) и других. Песня «Lie» стала саундтреком к сериалу «Новости». После прекращения деятельности коллектива Артём вернулся к сольной карьере. Выступал на фестивалях «Республика КаZантип» и других.
Весной 2016 года Артём презентовал свой новый проект — Tyoma. В апреле 2016 года на лейбле Live On Mars был выпущен альбом Mirror. В записи альбома принимал участие камерный оркестр, берлинский джазовый пианист Uri Gincel, участник коллектива Imsynthetica Иван Смирнов. В 2017 году британский композитор Мэттью Херберт (англ. Matthew Herbert; род. 1972) создал два ремикса на композицю «Haze» с одноименного сингла. Релиз сингла состоялся на лейбле Live on Mars летом того же года. В декабре 2017 года выпустил EP Bipolar. С композициями этих релизов выступал на ряде крупных фестивалей электронной музыки.
В 2008 запустил проект Live on Mars который проходил на сцене Faberge фестиваля «Республика Казантип», на которой выступали живые коллективы. Занимал должность «премьер-министра» фестиваля электронной музыки «Республика КаZантип». В 2016 году совместно с Михаилом Даниловым и холдингом Саградо создал музыкальный фестиваль Epizode на Вьетнамском острове Фукуок. Некоторое время был генеральным продюсером фестиваля.

## Дискография

### R-Tem
Студийные альбомы
- Voiceless (2006, Uplifto Records)
- Maximuse (2006, Uplifto Records)
- Cloud of Sound (2007, Правительство Звука)
- Touch (2008, Baroque Records)

Совместные альбомы
- The Album One (с DJ Boyko) (2003, Правительство Звука)
- Green & Red (с Ben Lost) (2006, Uplifto Records / 2007, Neuroscience Limited)
- No Game to Play (с Nata TJ) (2008, Kontakt Recordings)

### Kooqla
Студийные альбомы
- Paranormal (2009, Snoochi Boochi)
- Fruit (2011, Snoochi Boochi)

### Tyoma
Студийные альбомы
- Mirror (2016, Live On Mars)
- Bipolar (EP) (2017, Live On Mars)